# Krasspel

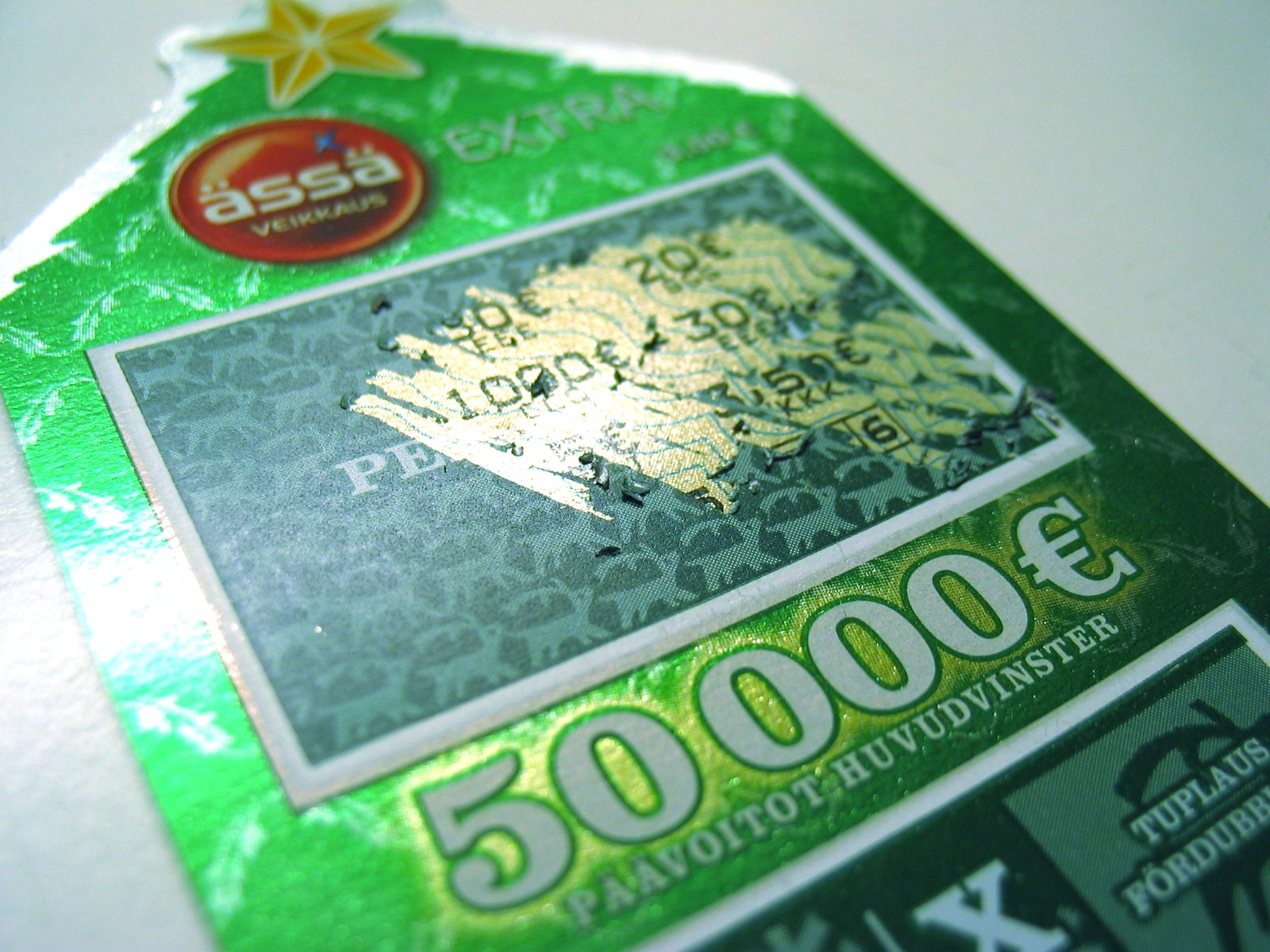
Een Fins krasbiljet

Een krasspel is een spel dat gespeeld wordt met krasbiljetten of krasloten. Het is meestal een kansspel zoals een loterij, maar het kan ook gaan om een quiz. Een krasbiljet is een biljet waarop één of meer gebieden verborgen zijn achter een ondoorzichtige deklaag. Er zijn twee systemen te onderscheiden:
- Men moet alles wegkrassen; of men een prijs wint en zo ja hoeveel ligt per lot al van tevoren vast. Ook kan er een code verschijnen die op een speciale website moet worden ingevoerd waarna op deze site te zien is of je hebt gewonnen en wat je hebt gewonnen. In dat geval staat op het biljet het adres vermeld van de site waarop de code dient te worden ingevoerd.
- Men moet slechts een gedeelte wegkrassen. Als men meer wegkrast wordt het biljet ongeldig. Van de gemaakte keuze hangt af of men een prijs wint en hoeveel; dit geldt in ieder geval bij een quiz. Vaak hangen de met een lotexemplaar te winnen prijzen niet alleen van de keuze af maar ook van het exemplaar.

Het wegkrassen kan men doen met een muntje of iets dergelijks. De informatie die dan zichtbaar wordt, geeft aan of men gewonnen heeft of niet, en zo ja wat.
De biljetten zijn meestal van stevig papier of licht karton. Uiteraard mag de verborgen informatie niet te achterhalen zijn zonder te krassen, bijvoorbeeld door het biljet voor een krachtige lichtbron te houden (sommige vroege biljetten konden "ontcijferd" worden door ze te fotokopiëren). Daarom is het biljet meestal aan één of beide zijden voorzien van een dunne metaalfolie van bijvoorbeeld aluminium. De "kraslaag" is van een latexachtige substantie, natuurrubber of synthetisch rubber dat gemengd is met pigmenten als carbon black (zeer fijne koolstofdeeltjes) of andere vulstoffen zoals aluminiumpoeder, om ze ondoorzichtig te maken. Ze wordt vloeibaar op het biljet aangebracht en na drogen vormt ze een hard, niet kleverig, goed aanhechtend masker.
Hetzelfde systeem wordt ook gebruikt om pincodes te verbergen van bankkaarten, telefoonkaarten e.d.
"Instant"-kansspelen met krasloten zijn erg populair en komen in een grote verscheidenheid voor. Ze hebben als voordeel dat men onmiddellijk ziet of men iets heeft gewonnen; en de kans op winst is relatief groot (zij het dat de meeste winnende biljetten slechts weinig opbrengen; gewoonlijk tweemaal de prijs van een biljet). In België kwam het eerste krasspel van de Nationale Loterij in 1983 uit: Presto. Nadien heeft de Nationale Loterij tientallen nieuwe krasspelen of variaties op bestaande spelen uitgebracht. Ook andere organisaties zoals winkelketens of dag- of weekbladen pakken af en toe met een krasspel uit.
Krasbiljetten gebruiken in een quiz kan bijvoorbeeld met meerkeuzevragen: op het biljet staan een vraag en een aantal mogelijke antwoorden, waarvan er één correct is. Naast elk antwoord is een kraszone. Als speler moet je de kraslaag wegkrassen naast het antwoord dat volgens jou correct is; die onthult of dat antwoord inderdaad "goed" of "fout" was. Als je keuze goed was, win je. Je mag maar één keer krassen; een tweede poging wagen zou het biljet ongeldig maken.

## Online krasloten
Online krasloten zijn een fenomeen dat steeds vaker voorkomt. De papieren variant met het aluminiumpoederlaagje is vervangen door een grafische weergave op het beeldscherm.
Een speler kan deze krasloten online afrekenen en door de computer laten openkrassen, waarna hij direct ziet wat hij gewonnen heeft.
Op een apparaat met touchscreen kan het lot worden opengekrast door met de vinger of een speciale pen over de "kraslaag" te vegen net zolang totdat de afbeelding volledig te zien is. Een voordeel is dat de speler niet eerst naar de winkel hoeft om een kraslot te kopen. Tevens hoeft hij geen hulpmiddelen zoals een muntje te gebruiken voor het openkrassen. De laatste jaren is er veel vraag naar online krasloten, wat vooral te zien is aan de opkomst van steeds meer online kraslotenaanbieders. Meestal wordt er aan nieuwe spelers een gratis bonus toebedeeld, zodat nieuwe spelers kunnen kennismaken met de diversiteit aan online krasloten.

## Nederland
De wettelijke term is instantloterij, gedefinieerd als een loterij waarbij de prijsbepaling van de winnende loten geschiedt voordat een aanvang wordt gemaakt met de uitgifte van de deelnamebewijzen. Het gaat dus om het systeem waarbij men alles weg moet krassen.
Behoudens bij zogenoemde winkelweekacties is De Lotto de enige organisatie die de instantloterij mag aanbieden. Er zijn verschillende soorten. Een lot kost ten hoogste € 20. De vermelde prijzen zijn netto (er is geen kansspelbelasting meer verschuldigd). De hoogst mogelijke netto prijs is € 500 000. Per serie wordt van tevoren gepubliceerd uit hoeveel loten die bestaat, met voor elke prijs het aantal loten waarop die prijs valt.